# Africella amydra
Africella amydra är en fjärilsart som beskrevs av George Francis Hampson 1930. Africella amydra ingår i släktet Africella och familjen mott. Inga underarter finns listade i Catalogue of Life.